# Hieracium flocciceps
Hieracium flocciceps es una especie de planta con flor del género Hieracium, de la familia Asteraceae, orden Asterales.

## Distribución
Hieracium flocciceps se distribuye por Noruega y Finlandia.

## Taxonomía
Fue descrita científicamente por Norrl.
Tratamiento taxonómico
La especie aparece registrada y publicada en T.Saelan, A.O.Kihlman & H.Hjelt, Herb. Mus. Fenn.